# Gubor
Die Gubor Schokoladen GmbH ist die Konzernobergesellschaft der Rübezahl-Riegelein-Gruppe, einem Schokoladenhersteller mit Sitz in Dettingen unter Teck.

## Werke aktuell
(Stand: 9. November 2024)
- Dettingen unter Teck – Rübezahl Schokoladen GmbH
- Wernigerode – Wergona Schokoladen GmbH
- Borken – Weseke Dragees GmbH
- Cadolzburg – Hans Riegelein & Sohn GmbH & Co. KG
- Tuchola – Pomorskie Pralinki Sp.z o.o.
- Werneck – Eichetti Confect Spezialitäten A. Eichelmann GmbH & Co. KG (Schwesterwerk)

## Geschichte
Hermann Gottfried Uebersax (1915–1990) aus Oberönz in der Schweiz beschloss 1939 die Herstellung von Schokoladenprodukten. Zu Beginn fertigte der gelernte Konditor die Pralinés noch von Hand in einem Anbau des elterlichen Anwesens. Ausgeliefert wurde per Velo mit Anhänger. Ab 1940 entwickelte sich seine Schokoladen-Manufaktur zu einem ernsthaften Unternehmen, dem er den Namen „Gubor“ gab, abgeleitet von einzelnen Buchstaben der Wörter Gottfried Uebersax, Oberönz. 1942 wurde die erste Produktionsstätte durch ein Feuer zerstört. Das Unternehmen wurde dann vorübergehend in eine freistehende Garage im nahegelegenen Herzogenbuchsee verlagert.
Nach dem Kriegsende mit dem folgenden Wirtschaftsaufschwung wurde mit dem Bau einer Fabrik im schweizerischen Langenthal, unweit des Gründungsortes Oberönz, begonnen.
In der fertiggestellten Produktionsstätte begann Uebersax ab 1947 die Schokolade, den Grundstoff seiner Erzeugnisse, selbst herzustellen.
Um 1950 gelang ihm als erstem, Kirschwasser ohne Zuckerkruste mit reiner Schokolade zu umhüllen.
Das Unternehmen expandierte und begann ab 1953, den deutschen Markt zu „erobern“. Übersax gründete zusammen mit seinem Vetter Hugo Uebersax eine Niederlassung in Untermünstertal im Breisgau (Schwarzwald). 1965 feierte das Unternehmen Gubor sein 25-jähriges Bestehen. An den beiden Produktionsstandorten in Langenthal (CH) und Untermünstertal waren zu dieser Zeit über 600 Beschäftigte mit der Herstellung von Schokoladen-Spezialitäten betraut.
Der Firmengründer Gottfried Uebersax starb 1990 im Alter von 74 Jahren.

### Firmenübernahmen
Im Jahr 1968 wurde die Gubor Schokoladenfabrik im Schwarzwald von Bahlsen übernommen. 1971 kauften Lindt & Sprüngli den Schweizer Standort in Langenthal und übernahmen die Produktion. Gubor wurde damit vorübergehend zu einer rein deutschen Marke.
1973 wurde in Müllheim in der Nähe von Freiburg ein weiterer Firmenstandort eröffnet. Ab 1982 absolvierte Oliver Cersovsky, der 2008 gemeinsam mit seinem Bruder die Markenrechte von Gubor übernahm, in den Gubor-Werken in Müllheim und Untermünstertal seine dreijährige Ausbildung zur Fachkraft für Süßwarentechnik.
1991 übernahm der US-Schokoladenriese Hershey’s, größter Schokoladenhersteller der Welt, die Firma und verkaufte sie 1997 an die finnische Leaf Group (damals Tochtergruppe von Huhtamaki). 1999 übernahm die Firma Stollwerck die Marke Gubor mit den Werken in Müllheim und Untermünstertal, wurde ihrerseits 2002 durch das belgische Unternehmen Barry Callebaut aufgekauft, die Inhaber der Marke wurde. 2003 schloss Barry Callebaut die beiden badischen Produktionsstätten in Müllheim und Untermünstertal und verlagerte die Produktion vollständig in ein Zweigwerk der Firma nach Norderstedt.
Im Jahr 2005 übernahm Genuport Trade die Marken- und Vertriebsrechte von Gubor. Produziert wurde weiterhin im norddeutschen Norderstedt. Zum Ende des Jahres 2007 wurde die Herstellung von Gubor-Produkten eingestellt. Die Markenrechte gingen zurück an Barry Callebaut. 2010 wurde das ehemalige Fabrikgelände in Müllheim an den Pearl-Versandhandel verkauft, der dort ein Lager einrichtete.

### Neugründung
2008 übernahm die schwäbische Rübezahl Schokoladen GmbH (Brüder Claus und Oliver Cersovsky) die Gubor-Markenrechte. Um 2010 war der damalige Drei-Sterne-Koch Harald Wohlfahrt Werbe-Träger für Gubor. Inzwischen wird ein Großteil des Sortiments von der Wergona-Schokoladenfabrik in Wernigerode produziert.
2013 kehrte Gubor mit einem Werksverkauf nach Müllheim zurück, die Produktion erfolgte in Dettingen/Teck. Seit 2013 verwendet Gubor Zutaten aus dem Schwarzwald: Milchpulver von Schwarzwaldmilch, Schwarzwälder Fruchtzubereitungen und Schwarzwälder Edelbrände. Für seine Schokolade kauft Gubor UTZ-zertifizierten Kakao.
Nach dem Ostergeschäft 2016 zog Rübezahl die Marke Gubor endgültig aus dem klassischen Lebensmittel-Einzelhandel, den Süßwaren-Fachgeschäften und dem Kaufhausbereich ab. Übrig bleibt der saisonale Absatz eines reduzierten Sortiments über ausgewählte Drogeriemarktketten (Rossmann) sowie ganzjährig der Fabrikverkauf. Riegelein und Rübezahl Schokoladen fusionierten 2019 unter dem Dach von Gubor.
Gubor übernahm 2021 die Mehrheit am Eiskonfekt-Hersteller Eichetti (Werneck).
2024 begab Gubor Schokoladen erstmals eine Unternehmensanleihe; die Platzierung scheiterte. Im Mai 2025 wurde bekannt, dass Gubor mit dem polnischen Schokoladenhersteller Colian fusionierte.

## Beteiligungen
(Stand: 6. November 2024)
- Rübezahl Schokoladen GmbH, Dettingen unter Teck – 100 %
- Wergona Schokoladen GmbH, Wernigerode – 88 %
- Pomorskie Pralinki Sp. z.o.o., Tuchola, Polen – 100 %
- Weseke Dragees GmbH, Dettingen unter Teck – 100 %
- Hans Riegelein & Sohn GmbH & Co. KG, Cadolzburg – 51 %
- chocri GmbH, Berlin – 56,34 % (Schließung per 30. April 2023)[20]

## Schwesterunternehmen
(Stand: 6. November 2024)
- Eichetti Confect Spezialitäten A. Eichelmann GmbH & Co. KG, Werneck
  - Anteil Rübezahl Schokoladen GmbH 100 %